# Cadillac ATS
Cadillac ATS (Alpha Touring Sedan) — компактный люксовый седан от Cadillac — подразделения General Motors, выпускающего люксовые автомобили. Впервые был представлен 11 августа 2009 года как концепт-кар, затем 8 января 2012 года на пресс-конференции в Детроите, Мичиган, Cadillac официально заявили, что автомобиль готов к выпуску. Выпуск начался летом 2012 года. Автомобиль доступен в кузовах как четырёхдверный седан, так и двухдверный купе. ATS построен на новой платформе General Motors — GM Alpha. Продажи начались сначала в США, а затем в Китае и Европе. Также автомобиль дебютировал на Женевском автосалоне в 2012 году.
В 2012 году ATS был назван автомобилем года в Америке.

## Появление
В августе 2009 года General Motors заявили о намерении выпустить среднеразмерный седан Cadillac вместо модели BLS для успешной конкуренции на рынке США. В 2011 году появились первые изображения модели. В августе того же года Cadillac оповестили о том, что модель будет заднеприводной. Через месяц был замечен тестовый автомобиль. В начале 2012 года ATS был представлен на Североамериканском автосалоне.

## Технические характеристики
Автомобиль оснащается 3 бензиновыми двигателями — атмосферными 2,5-литровым четырёхцилиндровым и 3,6-литровым V6, а также 2-литровым турбированным. Все они оснащаются 6-ступенчатой автоматической коробкой передач, последний также может иметь 6-ступенчатую механическую трансмиссию. Все версии, кроме 2,5-литровой, могут иметь полный привод.

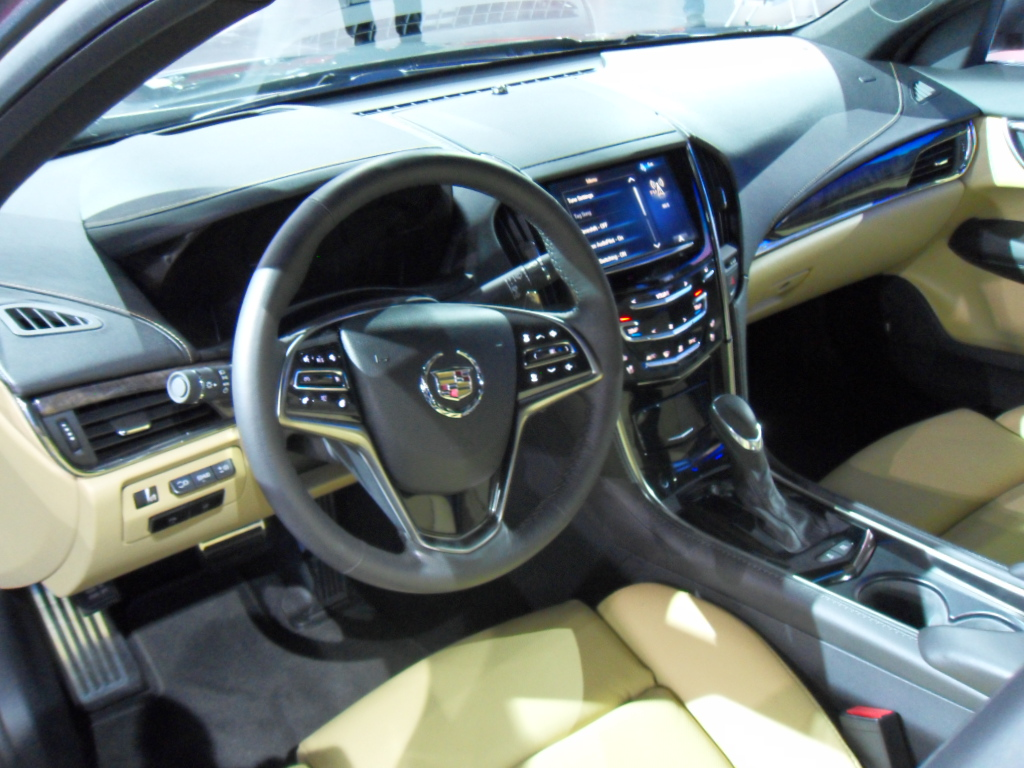
Интерьер

ATS имеет несущий кузов с нехарактерной для современных автомобилей трубчатой структурой.

## Купе
В конце 2013 года Cadillac объявили о намерении выпускать ATS в кузове купе. Оно было представлено на Североамериканском автосалоне 2014 года. Купе оснащается теми же двигателями, кроме 2,5-литрового.

## ATS-V

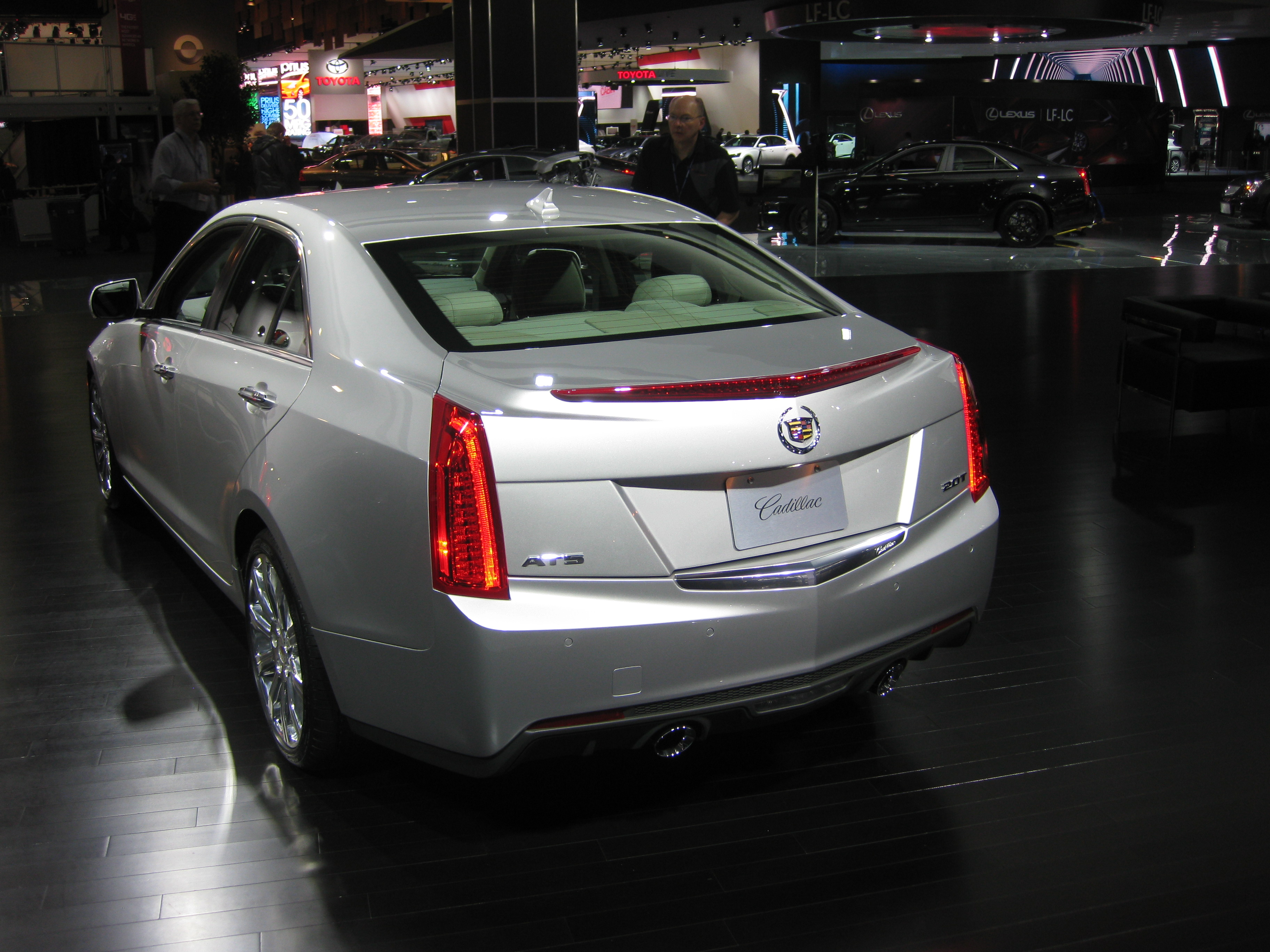
Вид сзади

Информацию о заряженной модели Cadillac дали в конце 2013 года. Он будет оснащаться 3,6-литровым двигателем, форсированным до 470 л. с..

## В России
Несмотря на то, что модель BLS в России не сыскала популярности, Cadillac решили выпускать автомобиль там. Российская модель была представлена в сентябре 2012 года на Московском автосалоне. Продажи начались в ноябре 2012 года. Цены автомобиля начинаются с 1 700 000 рублей в версии Standard до 2 190 000 рублей в версии Performance.
В 2014 году крупноузловая сборка модели Cadillac ATS началась на заводе General Motors в Санкт-Петербурге. Продажи автомобиля в России завершились в 2016 году.

## Награды
ATS — первый в мире автомобиль, на который устанавливается вибрирующее кресло безопасности. В 2012 году ATS был объявлен автомобилем года в США. В том же году ATS был назван одним из лучших автомобилей по версии Playboy. На Североамериканском автосалоне-2013 ATS был назван самой интересной моделью 2013 года.

## Продажи вСША
| Год  | Всего продано |
| ---- | ------------- |
| 2012 | 7008          |
| 2013 | 38319         |